# Dinnington
Dinnington è un paese di 13 080 abitanti della contea del South Yorkshire, in Inghilterra.